# Gardnerville
Gardnerville és una concentració de població designada pel cens dels Estats Units a l'estat de Nevada. Segons el cens del 2000 tenia 3.357 habitants.

## Demografia
Segons el cens del 2000, Gardnerville tenia 3.357 habitants, 1.473 habitatges, i 871 famílies La densitat de població era de 270,23 habitants per km².
Dels 1.473 habitatges en un 28,6% hi vivien nens de menys de 18 anys, en un 43,2% hi vivien parelles casades, en un 11,5% dones solteres, i en un 40,9% no eren unitats familiars. En el 33,1% dels habitatges hi vivien persones soles el 13,5% de les quals corresponia a persones de 65 anys o més que vivien soles. El nombre mitjà de persones vivint en cada habitatge era de 2,21 i el nombre mitjà de persones que vivien en cada família era de 2,82.
Per edats la població es repartia de la següent manera: un 22,6% tenia menys de 18 anys, un 7,6% entre 18 i 24, un 28,2% entre 25 i 44, un 21,2% de 45 a 64 i un 20,4% 65 anys o més.
L'edat mediana era de 39,0 anys. Per cada 100 dones hi havia 93,04 homes. Per cada 100 dones de 18 o més anys hi havia 87,64 homes.
La renda mediana per habitatge era de 41.204 $ i la renda mediana per família de 46.154 $. Els homes tenien una renda mediana de 34.769 $ mentre que les dones 29.550 $. La renda per capita de la població era de 20.670 $. Aproximadament el 12,1% de les famílies i el 15,1% de la població estaven per davall del llindar de pobresa.

## Poblacions més properes
El següent diagrama mostra les poblacions més properes.